# Distretto di Jiefang
Il distretto di Jiefang (解放区S, Jiěfàng QūP) è un distretto della Cina, situato nella provincia di Henan e amministrato dalla prefettura di Jiaozuo.